# Rosenau (Engelskirchen)
Rosenau ist ein Ort in der Gemeinde Engelskirchen im Oberbergischen Kreis in Nordrhein-Westfalen in Deutschland.

## Lage und Beschreibung
Der Ort liegt im Nordosten von Engelskirchen im Tal der Leppe. Nachbarorte sind Blumenau, Feckelsberg,  Hardt und Rommersberg.

## Geschichte
Die amtliche topografischen Karte von 1933 verzeichnet erstmals den Ort Rosenau in der Nachbarschaft zum „Strengerhammer“. Ab 1886 ist der Siedlungsbereich auf topografischen Karten verzeichnet und trug bis 1913 den Ortsnamen Blumenau.